# Стефан Лекат
Стефан Лекат (фр. Stéphane Lecat, 6 серпня 1971) — французький плавець.
Призер Чемпіонату світу з водних видів спорту 2001 року.
Чемпіон Європи з водних видів спорту 2000 року, призер 1995, 1997 років.